# Октябрьский район (Ростовская область)
Октя́брьский муниципа́льный райо́н — административно-территориальная единица (район) и муниципальное образование (муниципальный район) в составе Ростовской области Российской Федерации.
Административный центр — рабочий посёлок Каменоломни, расположен в 60 км от Ростова-на-Дону.
По территории района проходят две автомобильные дороги федерального значения М4 «Дон» (Москва — Ростов-на-Дону) и А270 (М4 — Новошахтинск — граница с Украиной), а также магистраль Северо-Кавказской железной дороги. Посёлок Каменоломни является крупным железнодорожным узлом этой дороги. В состав железнодорожного узла входят локомотивное и вагонное депо, опорная станция Каменоломни, включающая в себя ещё 12 станций дороги.

## История
Октябрьский район образован в феврале 1938 года с центром в посёлке шахты им. Октябрьской революции. 18 июня 1941 года районный центр был перенесён в посёлок Каменоломни. В 1956 году район был укрупнён за счёт присоединения территории бывшего Красногвардейского района, а в 1962 году — части территории Красносулинского района. В 1963 году — территории бывшего Новочеркасского и части территорий Белокалитвинского, Зверевского и Родионово-Несветайского районов.

## География
Район расположен в юго-западной части Ростовской области. Граничит с Красносулинским, Белокалитвинским, Усть-Донецким, Багаевским, Аксайским и Родионово-Несветайским муниципальными районами, а также с городскими округами Шахты, Новошахтинск и Новочеркасск.
Площадь территории района — 1998,7 км².

## Население
| 2002    | 2009    | 2010    | 2011    | 2012    | 2013    | 2014    | 2015    | 2016    |
| ------- | ------- | ------- | ------- | ------- | ------- | ------- | ------- | ------- |
| 78 983  | ↘72 750 | ↗73 224 | ↘73 043 | ↘72 289 | ↘72 128 | ↘72 071 | ↘71 571 | ↘71 257 |
| 2017    | 2018    | 2019    | 2020    | 2021    |         |         |         |         |
| ↘70 514 | ↗71 247 | ↗71 565 | ↗72 261 | ↗73 176 |         |         |         |         |

### Национальный состав
По итогам переписи населения 2020 года проживали следующие национальности (национальности менее 0,1 % и другое см. в сноске к строке «Другие»):
| Национальность | Численность, чел. | Доля     |
| -------------- | ----------------- | -------- |
| Русские        | 64 937            | 93,97 %  |
| Армяне         | 1068              | 1,55 %   |
| Украинцы       | 310               | 0,45 %   |
| Цыгане         | 172               | 0,25 %   |
| Курды          | 156               | 0,23 %   |
| Турки          | 133               | 0,19 %   |
| Аварцы         | 130               | 0,19 %   |
| Табасараны     | 125               | 0,18 %   |
| Татары         | 122               | 0,18 %   |
| Азербайджанцы  | 121               | 0,18 %   |
| Другие         | 1828              | 2,63 %   |
| Итого          | 69 102            | 100,00 % |

## Административно-муниципальное устройство
В Октябрьском районе 62 населённых пункта в составе одного городского и 11 сельских поселений:
| №  | Городское и сельские поселения       | Административный центр      | Количество населённых пунктов | Население | Площадь, км2 |
| -- | ------------------------------------ | --------------------------- | ----------------------------- | --------- | ------------ |
| 1  | Каменоломненское городское поселение | рабочий посёлок Каменоломни | 1                             | ↗12 327   | 10,65        |
| 2  | Алексеевское сельское поселение      | село Алексеевка             | 3                             | ↗2371     | 102,38       |
| 3  | Артемовское сельское поселение       | посёлок Новокадамово        | 7                             | ↘4198     | 198,50       |
| 4  | Бессергеневское сельское поселение   | станица Бессергеневская     | 3                             | ↘4684     | 167,72       |
| 5  | Керчикское сельское поселение        | хутор Керчик-Савров         | 6                             | ↘1479     | 168,24       |
| 6  | Коммунарское сельское поселение      | посёлок Новосветловский     | 10                            | ↘5520     | 217,07       |
| 7  | Краснокутское сельское поселение     | хутор Красный Кут           | 7                             | ↘4009     | 154,98       |
| 8  | Краснолучское сельское поселение     | хутор Красный Луч           | 5                             | ↘2365     | 200,96       |
| 9  | Красюковское сельское поселение      | слобода Красюковская        | 7                             | ↘6353     | 232,54       |
| 10 | Кривянское сельское поселение        | станица Кривянская          | 1                             | ↘9606     | 144,90       |
| 11 | Мокрологское сельское поселение      | посёлок Новозарянский       | 8                             | ↘2792     | 169,02       |
| 12 | Персиановское сельское поселение     | посёлок Персиановский       | 4                             | ↗18 636   | 227,01       |

| №  | Населённый пункт     | Тип                                     | Население | Муниципальное образование            |
| -- | -------------------- | --------------------------------------- | --------- | ------------------------------------ |
| 1  | Алексеевка           | село                                    | 917       | Алексеевское сельское поселение      |
| 2  | Атлантово            | посёлок                                 | 56        | Керчикское сельское поселение        |
| 3  | Атюхта               | посёлок                                 | 297       | Артемовское сельское поселение       |
| 4  | Аюта                 | хутор                                   | 64        | Красюковское сельское поселение      |
| 5  | Бессергеневская      | станица                                 | 2091      | Бессергеневское сельское поселение   |
| 6  | Верхнегрушевский     | посёлок                                 | 1319      | Коммунарское сельское поселение      |
| 7  | Верхняя Кадамовка    | хутор                                   | 291       | Артемовское сельское поселение       |
| 8  | Весёлая Бахмутовка   | хутор                                   | 185       | Керчикское сельское поселение        |
| 9  | Веселый              | хутор                                   | 95        | Краснокутское сельское поселение     |
| 10 | Залужный             | посёлок                                 | 325       | Керчикское сельское поселение        |
| 11 | Заозерье             | посёлок                                 | 178       | Коммунарское сельское поселение      |
| 12 | Заплавская           | станица                                 | 2658      | Бессергеневское сельское поселение   |
| 13 | Заречный             | посёлок                                 | 127       | Коммунарское сельское поселение      |
| 14 | Заречный             | хутор                                   | 510       | Коммунарское сельское поселение      |
| 15 | Ильичевка            | хутор                                   | 1435      | Алексеевское сельское поселение      |
| 16 | Интернациональный    | посёлок                                 | 1329      | Краснокутское сельское поселение     |
| 17 | Кадамовский          | посёлок                                 | 1325      | Персиановское сельское поселение     |
| 18 | Казачьи Лагери       | посёлок                                 | 4994      | Персиановское сельское поселение     |
| 19 | Калинин              | хутор                                   | 402       | Бессергеневское сельское поселение   |
| 20 | Калиновка            | хутор                                   | 412       | Краснокутское сельское поселение     |
| 21 | Каменоломни          | рабочий посёлок, административный центр | ↗12 327   | Каменоломненское городское поселение |
| 22 | Качкан               | посёлок                                 | 729       | Артемовское сельское поселение       |
| 23 | Керчик               | станция                                 | 33        | Керчикское сельское поселение        |
| 24 | Керчик-Савров        | хутор                                   | 1010      | Керчикское сельское поселение        |
| 25 | Киреевка             | хутор                                   | 1072      | Артемовское сельское поселение       |
| 26 | Коммуна              | хутор                                   | 443       | Коммунарское сельское поселение      |
| 27 | Коммуна имени Ленина | хутор                                   | 2         | Мокрологское сельское поселение      |
| 28 | Костиков             | хутор                                   | 493       | Мокрологское сельское поселение      |
| 29 | Красногорняцкий      | посёлок                                 | 1751      | Коммунарское сельское поселение      |
| 30 | Красный              | хутор                                   | 1         | Красюковское сельское поселение      |
| 31 | Красный Кут          | хутор                                   | 1378      | Краснокутское сельское поселение     |
| 32 | Красный Луч          | хутор                                   | 635       | Краснолучское сельское поселение     |
| 33 | Красюковская         | слобода                                 | ↘4240     | Красюковское сельское поселение      |
| 34 | Кривянская           | станица                                 | ↘9606     | Кривянское сельское поселение        |
| 35 | Малая Сопка          | посёлок                                 | 106       | Коммунарское сельское поселение      |
| 36 | Маркин               | хутор                                   | 1236      | Мокрологское сельское поселение      |
| 37 | Марьевка             | хутор                                   | 320       | Краснокутское сельское поселение     |
| 38 | Миллеров             | хутор                                   | 58        | Красюковское сельское поселение      |
| 39 | Мокрый Керчик        | посёлок                                 | 57        | Мокрологское сельское поселение      |
| 40 | Мокрый Лог           | посёлок                                 | 267       | Мокрологское сельское поселение      |
| 41 | Нижнедонской         | посёлок                                 | 1167      | Краснолучское сельское поселение     |
| 42 | Николаевка           | хутор                                   | 55        | Мокрологское сельское поселение      |
| 43 | Новая Бахмутовка     | хутор                                   | 408       | Артемовское сельское поселение       |
| 44 | Новогригорьевка      | хутор                                   | 501       | Краснокутское сельское поселение     |
| 45 | Новозарянский        | посёлок                                 | 965       | Мокрологское сельское поселение      |
| 46 | Новокадамово         | посёлок                                 | 1562      | Артемовское сельское поселение       |
| 47 | Новопавловка         | хутор                                   | 562       | Краснокутское сельское поселение     |
| 48 | Новоперсиановка      | посёлок                                 | 1105      | Красюковское сельское поселение      |
| 49 | Новосветловский      | посёлок                                 | 977       | Коммунарское сельское поселение      |
| 50 | Новощербаков         | посёлок                                 | 50        | Мокрологское сельское поселение      |
| 51 | Озерки               | хутор                                   | 197       | Краснолучское сельское поселение     |
| 52 | Первомайский         | хутор                                   | 201       | Краснолучское сельское поселение     |
| 53 | Персиановский        | посёлок                                 | ↘7592     | Персиановское сельское поселение     |
| 54 | Привольный           | хутор                                   | 417       | Коммунарское сельское поселение      |
| 55 | Равнинный            | посёлок                                 | 338       | Артемовское сельское поселение       |
| 56 | Староковыльный       | посёлок                                 | 80        | Коммунарское сельское поселение      |
| 57 | Степной              | хутор                                   | 100       | Керчикское сельское поселение        |
| 58 | Суворовка            | хутор                                   | 185       | Персиановское сельское поселение     |
| 59 | Сусол                | хутор                                   | 37        | Красюковское сельское поселение      |
| 60 | Шевченко             | хутор                                   | 322       | Алексеевское сельское поселение      |
| 61 | Ягодинка             | хутор                                   | 380       | Краснолучское сельское поселение     |
| 62 | Яново-Грушевский     | хутор                                   | 1512      | Красюковское сельское поселение      |

## Экономика
Октябрьский район отличается высокой степенью развития промышленного комплекса. Большие запасы полезных ископаемых в недрах территории, в первую очередь, каменного угля, определили активное развитие здесь угледобывающих предприятий. Основным потребителем добываемого в Октябрьском районе каменного угля является расположенная на его территории Новочеркасская ГРЭС, которая вырабатывает электроэнергию для потребителей Ростовской области и ближнего зарубежья.-Развито сельское хозяйство — зерно и подсолнечник .
Существенное влияние на экономику района оказывают предприятия железнодорожного транспорта — локомотивное депо, вагонное депо, опорная станция Каменоломни. По району проходит автомобильная трасса 60К-12.
Промышленность района представлена также предприятием ООО «Евродон», занимающимся выращиванием мяса индейки. Крупной торговой компанией является акцизный склад алкогольной продукции ООО «Мишель-Алко».
- Автодороги
- Указатель на трассе 60К-12
- Стела на трассе М4

## Религиозные учреждения
Храмы Шахтинской епархии Русской православной церкви:
- Храм Архистратига Михаила (п. Каменоломни)
- Храм святителя Алексия (ст. Бессергеневская)
- Храм Покрова Пресвятой (ст. Кривянская)
- Храм святителя Тихона Задонского (ст. Кривянская)
- Храм иконы Божией Матери «Одигитрия» (ст. Заплавская)
- Храм Святой Троицы (хутор Ягодинка)
- Храм Георгия Победоносца (хутор Киреевка)
- Храм Димитрия Донского (п. Нижнедонской)
- Храм равноапостольного князя Владимира (п. Кадамовка)
- Храм Вознесения Господня (сл. Красюковская)
- Храм Святой мученицы Татианы (п. Персиановский)

## Достопримечательности
- Архитектурно-скульптурная композиция посвящена жителям Октябрьского района, погибшим и пропавшим без вести в годы Великой Отечественной войны находится в п. Каменоломни. На гранитных плитах высечены имена жителей район, отдавших жизнь в борьбе с немецко-фашистскими захватчиками[22].
- Памятник Владимиру Ильичу Ленину в центре посёлка Каменоломни на ул. Крупской. Скульптура памятника установлена на постаменте. На монументе установлена фигура Ленина в полный рост, повёрнутая к улице. Памятник относится к объектам культурного наследия регионального значения[23].
- Храм Покрова Божьей Матери в ст. Кривянская. Здание храм является объектом культурного наследия регионального значения. Церковь действующая. Престольный праздник — «Покров Пресвятой Богородицы» 14 октября.
- Свято-Алексеевский храм в станице Бессергеневская (ул. Кооперативная, 52). Относится к объектам культурного наследия регионального значения. Находится в центре станицы на высоком холме.
- Храм Тихона Задонского в станице Кривянская (ул. Кооперативная, 123). Является объектом культурного наследия регионального значения.
- Храм Успения Пресвятой Богородицы в селе Алексеевка — объект культурного наследия регионального значения.
- Свято-Георгиевский Храм в хуторе Киеевка. Относится к объектам культурного наследия регионального значения.
- Свято-Михайловский храм в поселке Каменоломни (5-й Переулок, 23).
- Храм иконы Божией Матери «Одигитрия» в станице Заплавская. Построена около первой четверти XIX века. Объект культурного наследия регионального значения. Построен в стиле ампир[24].
- Историко-краеведческий музей в поселке Красногорняцкий. Находится в здании Дома культуры села.
- Народный историко-краеведческий музей Октябрьского района.
- Мемориал «Аллея Памяти» в п. Каменоломни. Мемориал посвящён жителям Октябрьского района, погибшим и пропавшим без вести в годы Великой Отечественной войны.

Памятники археологии Октябрьского района:
- Курганная группа «Тиуса II» (14 курганов).
- Курганная группа «Скирдовой II» (4 кургана).
- Курганная группа «Молчанов II» (2 кургана).
- Курганная группа «Туруза III» (6 курганов).

Всего на учёте в Октябрьском районе Ростовской области находится 369 памятников археологии.

## Известные люди

### В районе родились
- Ершов, Иван Васильевич (1867—1943) — оперный певец, народный артист СССР (1938).

### Почётные граждане района
- Бодло, Василий Иванович (род. 1937) — директор профессионального училища № 89, председатель Совета директоров училищ и лицеев сельскохозяйственного профиля Ростовской области. Отличник профессионально-технического образования РСФСР, ветеран труда. Награждён орденом «За заслуги перед Отечеством» II степени. Звание «Почетный гражданин Октябрьского района» присвоено в 2014 году.
- Кичкова, Эмма Степановна (род. 1938) — председатель сельского совета в хуторе Керчик-Савров Октябрьского района, ветеран труда. Звание «Почетный гражданин Октябрьского района» присвоено в 2013 году.
- Магражданова, Анастасия Тимофеевна (род. 1928) — Герой Социалистического Труда, звеньевая совхоза «Горняк» Министерства совхозов СССР , Награждена орденом Ленина и золотой медалью «Серп и Молот». Звание «Почетный гражданин Октябрьского района» присвоено в 2005 году.
- Пичко, Валерий Филиппович (род. 1939) — председатель районного совета народных депутатов, управляющий «Агропромбанка». Ветеран труда. Награждён орденом Ленина и орденом Трудового Красного Знамени. Звание «Почетный гражданин Октябрьского района» присвоено в 2008 году.
- Станчев, Степан Савельевич (род. 1919) — Герой Советского Союза, участник Великой Отечественной войны, командир роты, полковник. Награждён орденами Ленина, Красного Знамени, двумя орденами Отечественной войны I, II степени, двумя орденами Красной Звезды. Звание «Почетный гражданин Октябрьского района» присвоено в 2005 году.
- Хоршев, Юрий Николаевич (род. 1938) — экономист, строитель, учёный-агроном. Кандидат экономических наук. Ветеран труда. Обозреватель областных газет «Молот» и «Наше Время». Победитель социалистического соревнования 1978, 1980 и 1981 гг. Награждён двумя орденами Трудового Красного Знамени. Звание «Почетный гражданин Октябрьского района» присвоено в 2013 году.